# Locomotiva Thomas și prietenii săi - Sezonul 14
Locomotiva Thomas și prietenii săi este o serie de televiziune bazată pe Seria Căilor Ferate scrisă de Wilbert Awdry, în care ne este prezentată viața unui grup de locomotive și vehicule cu trăsături umane, ce trăiesc pe Insula Sodor.
Acest articol se referă la Sezonul 14. A fost produs în anul 2010 de HIT Entertainment, iar animația a fost produsă de Nitrogen Studios Canada. A fost difuzat în premieră in Marea Britanie în luna ianuarie.
Acest sezon este primul care să fie facut în totalitate în animație CGI, după episodul-film Eroul Căilor Ferate.

## Sezonul 14
| #   | #  | Titlu Original              | Titlu Română                             |
| --- | -- | --------------------------- | ---------------------------------------- |
| 329 | 1  | Thomas' Tall Friend         | Prietenul Înalt al lui Thomas            |
| 330 | 2  | James in the Dark           | James pe Întuneric                       |
| 331 | 3  | Pingy Pongy Pick Up         | Livtarea de Mongi de Ping Pong           |
| 332 | 4  | Charlie and Eddie           | Charlie și Eddie                         |
| 333 | 5  | Toby and the Whistlng Woods | Toby și Pădurea Sunetelor                |
| 334 | 6  | Henry's Health and Safety   | Sănătatea și Siguranța lui Henry         |
| 335 | 7  | Diesel's Special Delivery   | Livrarea Specială a lui Diesel           |
| 336 | 8  | Pop Goes Thomas             | Thomas Face Poc                          |
| 337 | 9  | Victor Says Yes             | Victor Spune Da                          |
| 338 | 10 | Thomas in Charge            | Thomas este Șeful                        |
| 339 | 11 | Being Percy                 | Fiind Percy                              |
| 340 | 12 | Merry Winter Wish           | O Urare de Iarnă                         |
| 341 | 13 | Thomas and the Snoman Party | Thomas și Petrecerea Oamenilor de Zăpadă |
| 342 | 14 | Thomas' Crazy Day           | Ziua Nebună a lui Thomas                 |
| 343 | 15 | Jumping Jobi Wood           | Buștenii Jobi Săritori                   |
| 344 | 16 | Thomas and Scruff           | Thomas și Scruff                         |
| 345 | 17 | O the Indignity             | O, ce Rușine                             |
| 346 | 18 | Jitters and Japes           | Năzdrăvănii pe Linie                     |
| 347 | 19 | Merry Misty Island          | Urare de Larnă de pe Insula Misty        |
| 348 | 20 | Henry's Magic Box           | Cutia Magică a lui Henry                 |